# مارک استوکول
مارک استوکول (به انگلیسی: Mark Stockwell) (زادهٔ ۵ ژوئیهٔ ۱۹۶۳) شناگر اهل استرالیا است.